# Флорьян, Теодор
Теодор Флорьян (рум. Teodor Florian; 1899 — неизвестно) — румынский регбист, замыкающий. Бронзовый призёр летних Олимпийских игр 1924 года.

## Биография
Теодор Флорьян родился в 1899 году.
До Первой мировой войны во время учёбы во Франции играл в регби за парижский «Стад Франсе». Впоследствии выступал за «Стадиул Ромын» из Бухареста на позиции замыкающего.
В 1924 году вошёл в состав сборной Румынии по регби на летних Олимпийских играх в Париже и завоевал бронзовую медаль. Играл на позиции замыкающего, провёл 2 матча, набрал 3 очка в матче со сборной Франции, которые стали для румын единственными на турнире.
В 1927 году играл за сборную Румынии в товарищеских матчах против Франции и Германии.
О дальнейшей жизни данных нет.

## Память
6 июня 2012 года в составе сборной Румынии, завоевавшей бронзу летних Олимпийских игр 1924 года, введён в Зал славы регби.